# Saint-Gilles (Liège)
Pour les articles homonymes, voir Saint-Gilles.

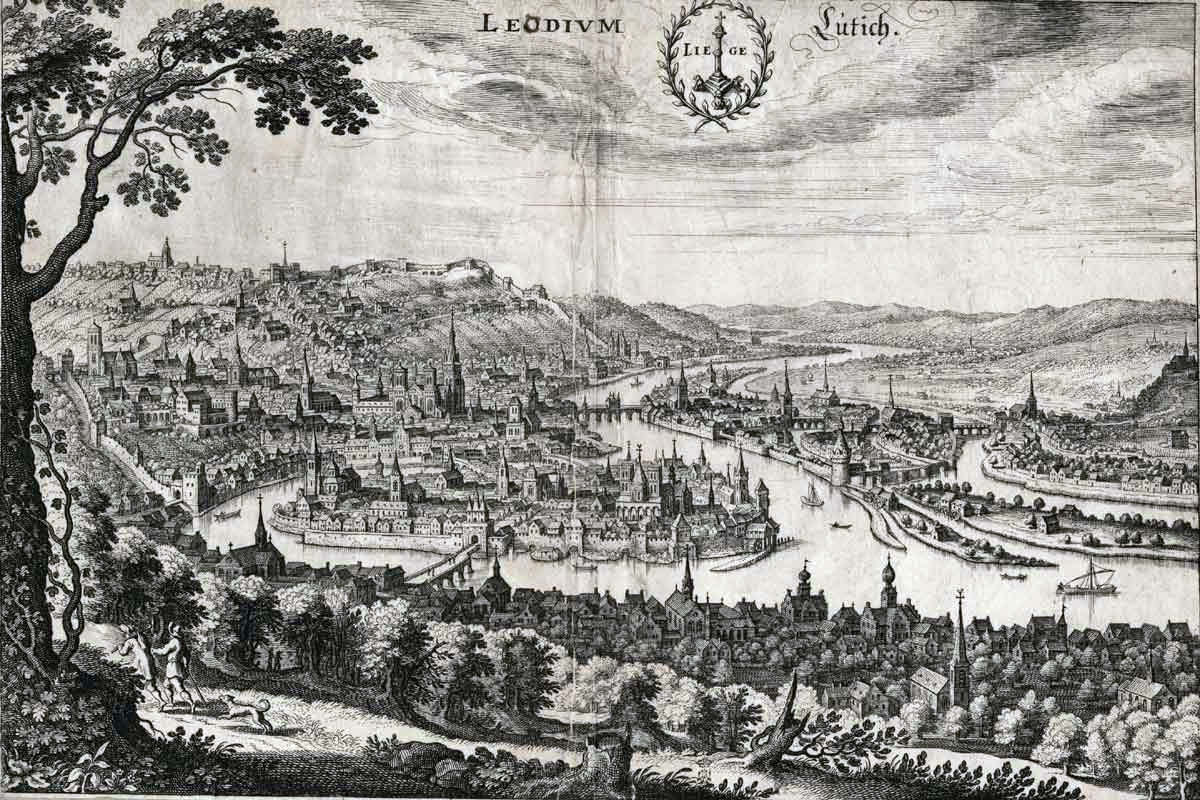
Vue de Liège depuis les hauteurs de Saint-Gilles en 1650

Saint-Gilles est un sous-quartier de la ville de Liège, sur la rive gauche de la Meuse, se trouvant dans le quartier administratif du centre.

## Un mont sauvage
Jadis couvert de forêts épaisses, ce lieu qui offrait un abri idéal aux carnassiers et brigands était réputé extrêmement dangereux. Les vents eux-mêmes, provenant du mont Saint-Gilles étaient si impétueux que les Liégeois qualifiaient les hauteurs de leurs origines de « trô dèl plêve » (« trou de la pluie »), « trô dès grands vints » (« trou des grands vents »), ou « lî mâva trô » (« le mauvais trou »).
Il était en plus très fréquent qu'au cours d'orages, des torrents violents se précipitent dans la vallée.

## L'abbaye

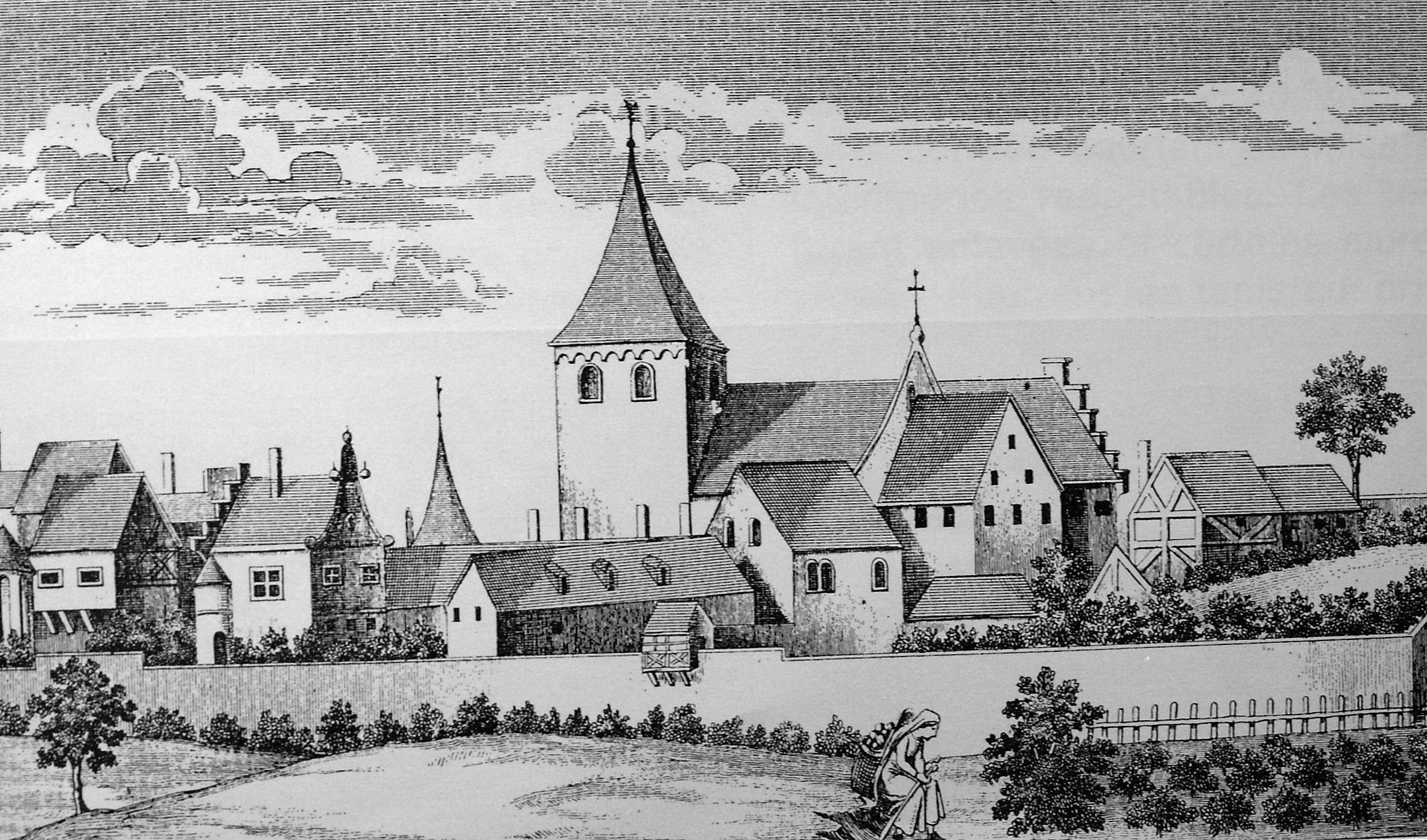
Abbaye de Saint-Gilles en 1584

Bâtie en ces lieux inhospitaliers, beaucoup de légendes et d'incohérences entourent l'histoire du prieuré dédié à saint Gilles mais un moine de Saint-Jacques relate l'élévation d'un autel vers 1056 pour y déposer une précieuse relique afin de la laisser quelque temps à la vénération populaire.
Fondé par Goderan ou Gerric, c'est en 1124 que le prince-évêque Albéron plaça à la maison religieuse de Saint-Gilles, un corps de chanoines de l'ordre de Saint-Augustin et transforma le prieuré en abbaye et lui fit don de divers biens fonciers dont une prébende en la collégiale Saint-Denis.

## Lieu d'exécution
Pour ajouter à sa sinistre réputation, le Mont Saint-Gilles, ou plus précisément Les Grands-Champs de Saint-Gilles, étaient, dès le XVe siècle, le lieu d'exécution « réservé » aux étrangers, les bourgeois de la cité subissaient quant à eux la peine capitale place du Marché, en face de Neuvice.
Outre la pendaison, les deux piliers du gibet étaient encore visibles en 1874, certains condamnés y furent brûlés ou y subirent le supplice de la roue.
Les condamnés étaient conduits par la ruelle des Patients (malfaiteurs), un détour qui évitait soigneusement les territoires claustraux où le risque de les voir jouir du droit d'asile était grand.
La chaussée de Saint-Gilles ouverte en 1699 mit fin à ce long et pénible calvaire. Après l'exécution, on transportait leur dépouille au cimetière par le sentier des suppliciés. Les exécutions prirent fin aux Grands Champs de Saint-Gilles à la fin du XVIIIe siècle.
Une expression en est demeurée dans le langage liégeois pour éconduire quelqu'un : « Vas ti fé pinde à Sint-Djîle ! » (« Va te faire pendre à Saint Gilles ! »).

## Le sous-quartier contemporain

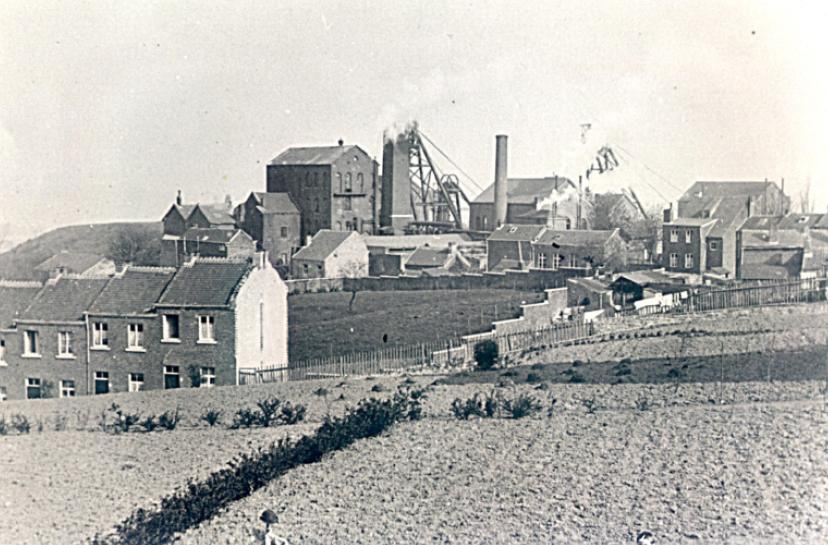
Photo ancienne du charbonnage de La Haye. Le promontoire est actuellement occupé par des tours d'habitation. Devant le charbonnage, les rues Saint-Laurent et Saint-Gilles.

Après des siècles d’exploitations houillères, les hauteurs de Saint-Gilles ont abrité un important dépôt de tramway et de bus.
Aujourd'hui dévolu au commerce à l'habitat, y est organisée tous les samedis depuis 1984 une importante brocante ; Les petites puces de Saint-Gilles.

## L'industrie charbonnière
Le sous-quartier sera de tout temps, tout comme notamment les localités environnantes de Montegnée et Saint-Nicolas, un important lieu d'extraction de la houille. Sous l'Ancien Régime, les fosses sont nombreuses. Aux XIXe et XXe siècles, l'activité se concentrera autour du Charbonnage de La Haye.